# Sebastia (Dorf)

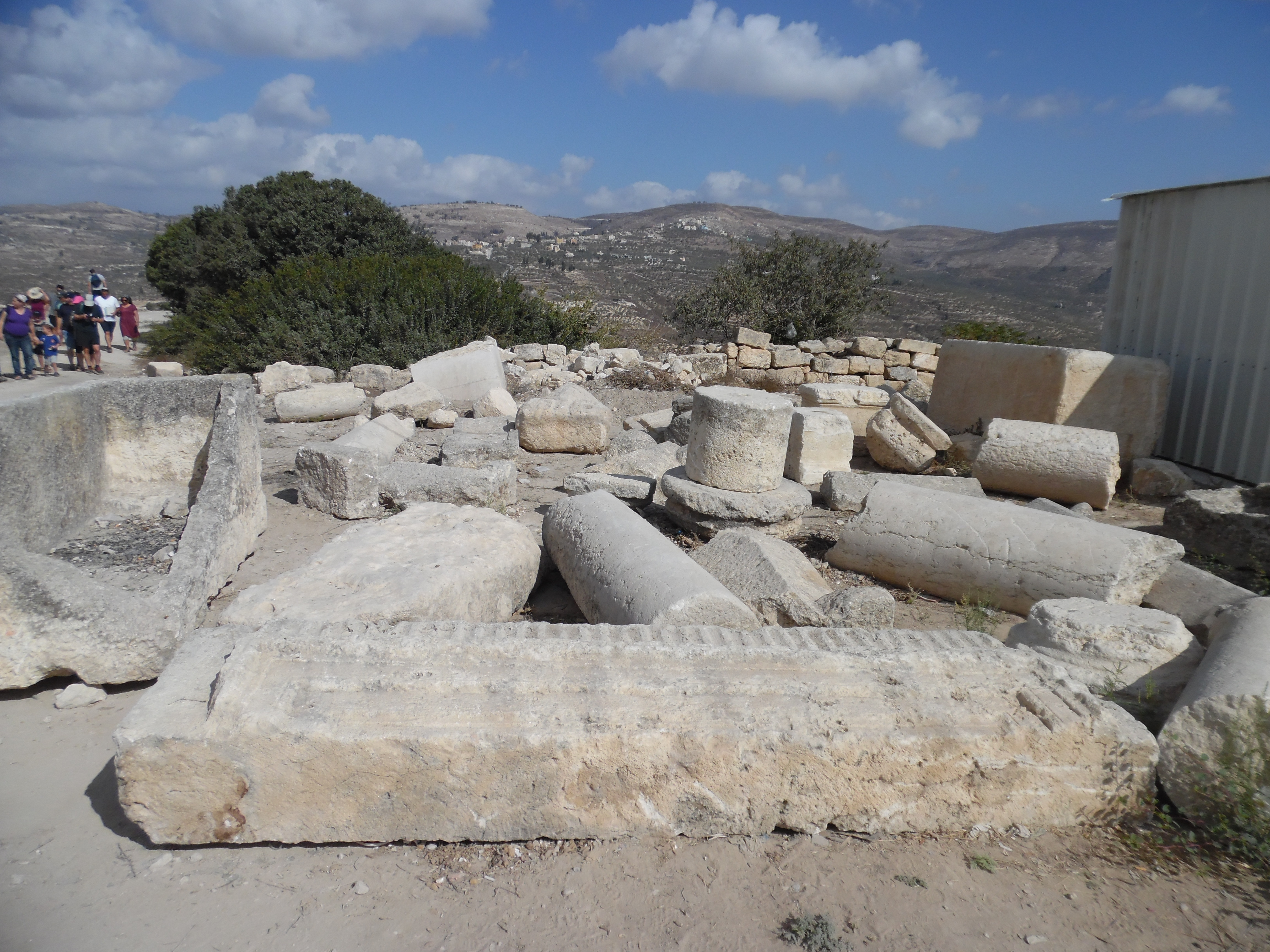
Ruinen Samarias 2016

Sebastia (griechisch Σεβαστή, Σεβάστεια Sevastí, Sevásteia (f. sg.), arabisch سبسطية, hebräisch סבסטי) ist ein Dorf in den palästinensischen Autonomiegebieten mit mehr als 4000 Einwohnern. In der Nähe befinden sich die Ruinen der antiken Königsstadt Samaria. 1915 bis 1946 bediente die Bahnstrecke Afula–Nablus den Bahnhof Sebastia.

## Sehenswürdigkeiten
In Sebastia soll nach der religiösen Überlieferung der Kopf von Johannes dem Täufer nach dessen Enthauptung begraben worden sein. Ihm zu Ehren wurde an dieser Stelle (oder in der unmittelbaren Umgebung) von den Kreuzfahrern die St.-Johannes-Kathedrale errichtet, die auch gleichzeitig Bischofssitz war. Später wurde die Kirche in die Nabi Yahya Moschee umgewandelt. Man kann das angebliche Gefängnis von Johannes dem Täufer besichtigen. Heute ist Sebastia (oder Sebaste) ein Titularbistum der römisch-katholischen Kirche.

## Personen
- Raed Saleh (* 1977 in Sebastia), deutscher Politiker, Mitglied des Abgeordnetenhauses von Berlin und Fraktionsvorsitzender der SPD-Fraktion.